# Kristian Kristiansen
Kristian Kristiansen (16 de febrero de 1865 - 30 de junio de 1943) fue un explorador noruego que participó en la expedición de Groenlandia de 1888 organizada por Fridtjof Nansen. Este fue el primer cruce documentado de Groenlandia.
Kristian Kristiansen nació en la granja de Trana en la parroquia de Ogndal en Steinkjer en Nord-Trøndelag, Noruega. Conoció a Otto Sverdrup por primera vez después de que el padre de Sverdrup, Ulrik, comprara la granja de Trana en 1874. En 1888, Fridtjof Nansen eligió a Otto Sverdrup y Kristian Kristiansen, por recomendación de Sverdrup, para asistir a la expedición por Groenlandia. Los otros participantes fueron Oluf Christian Dietrichson, Samuel Balto y Ole Nilsen Ravna.

Kristiansen vivió y trabajó principalmente en Sneppen en el centro de la ciudad de Steinkjer. Pasó la mayor parte de su carrera empleado por la compañía de buques de vapor, Indherreds Aktie-Dampskibsselskab, que tenía su sede en Steinkjer.

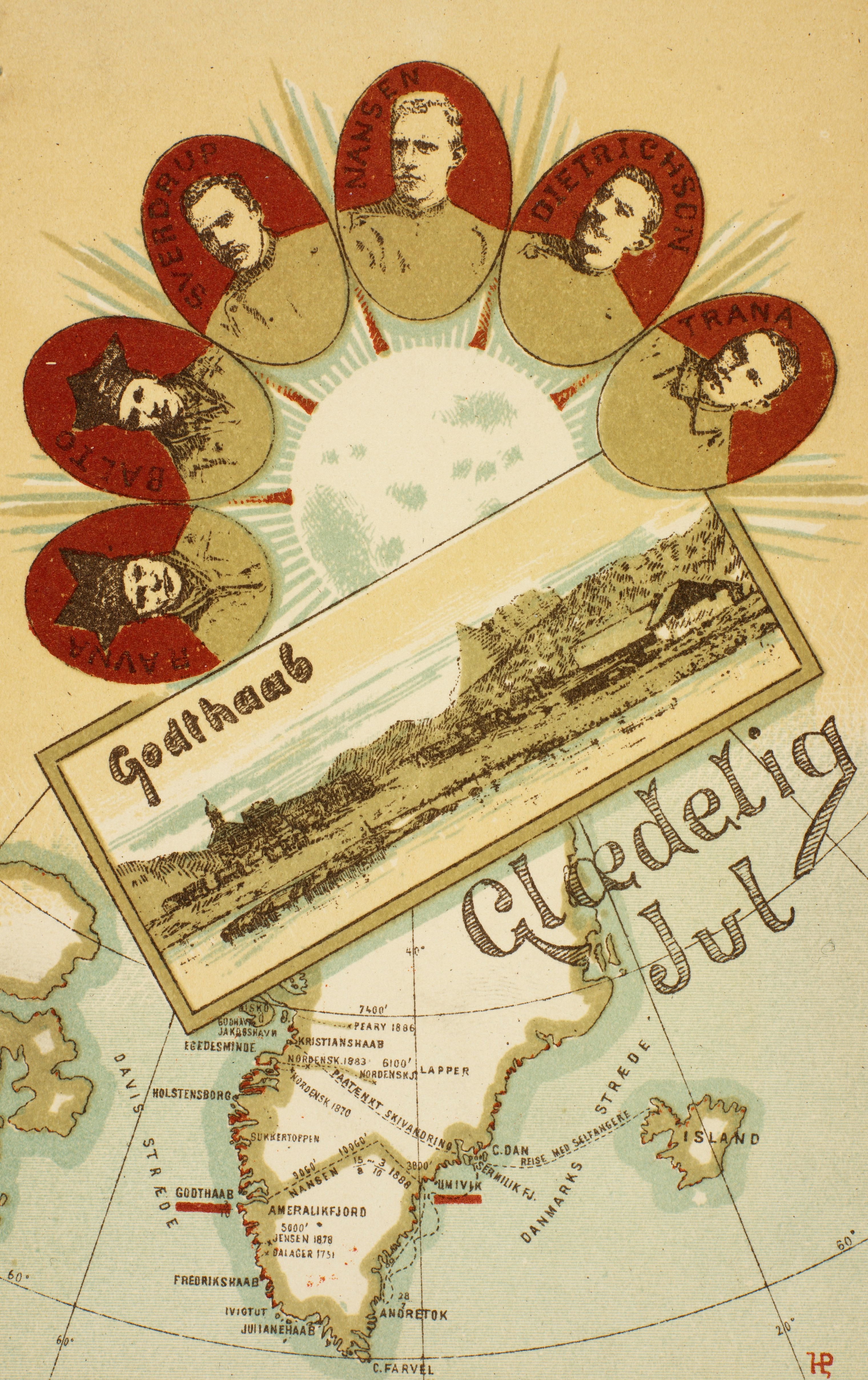
Postal con retratos de los miembros de la Expedición de Groenlandia: Ole Nielsen Ravna, Samuel Balto, Otto Sverdrup, Fridtjof Nansen, Oluf Christian Dietrichson and Kristian Kristiansen